# Sövde landskommun
Sövde landskommun var en tidigare kommun i dåvarande Malmöhus län.

## Administrativ historik
Kommunen bildades i Sövde socken i Färs härad i Skåne när 1862 års kommunalförordningar trädde i kraft.
Vid kommunreformen 1952 uppgick kommunen i Blentarps landskommun som 1974 uppgick i Sjöbo kommun.

## Politik

### Mandatfördelning i Sövde landskommun 1938-1946
| 10 | 4 | 6 |

| 20 |

| 12 | 2 | 6 |

| 20 |

| 11 | 2 | 7 |

| 20 |